# Cordillera Ulakhan-Chistay
La cordillera Ulakhan-Chistay (en ruso: Улахан-Чистай; en yakuto: Улахан Чыыстай сис) es una cadena montañosa localizada en el extremo nororiental de Rusia. Administrativamente, la cordillera es parte de la República de Sakha de la Federación de Rusia.
Una parte de la cordillera, incluido el curso superior de la cuenca del río Moma, así como el macizo de Buordakh con el monte Pobeda, forma parte del parque natural de Moma, una de las zonas protegidas de Rusia

## Geografía

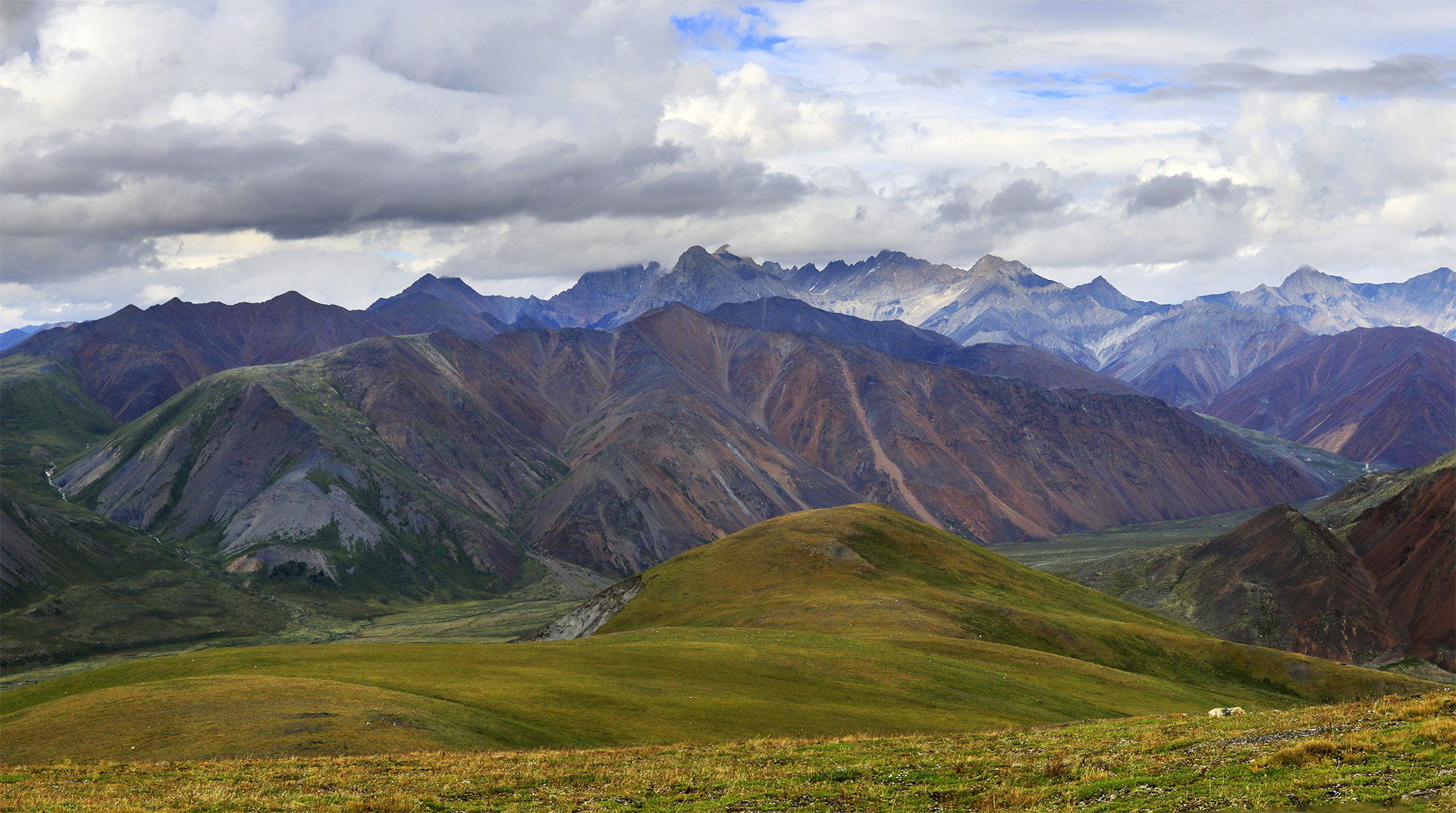
Vista del macizo de Buordakh, donde se encuentran las elevaciones más altas de la cordillera.

La cordillera de Ulakhan-Chistay es la subcordillera más alta del sistema de la cordillera Chersky. Presenta un claro relieve alpino y se extiende de NO a SE a lo largo de unos 250 kilómetros al sur de la cordillera Moma. Es paralela a esta última y está separada de ella por una amplia cuenca intermontana, donde el río Ulakhan-Chistay y el río Moma fluyen desde el sureste y se unen al Indigirka. Desde el suroeste, la cordillera está limitada por el río Erikit, un afluente de la margen izquierda del Moma, y la meseta de Nera, más allá de la cual se eleva la Tas-Kystabyt, también conocida como cordillera Sarychev.
El punto más alto de la cordillera Ulakhan-Chistay es el monte Pobeda, de 3003 metros de altitud. Es la montaña más alta de la cordillera Chersky y también la más alta de Yakutia. En la cordillera hay glaciares con una superficie total de unos 100 kilómetros cuadrados.

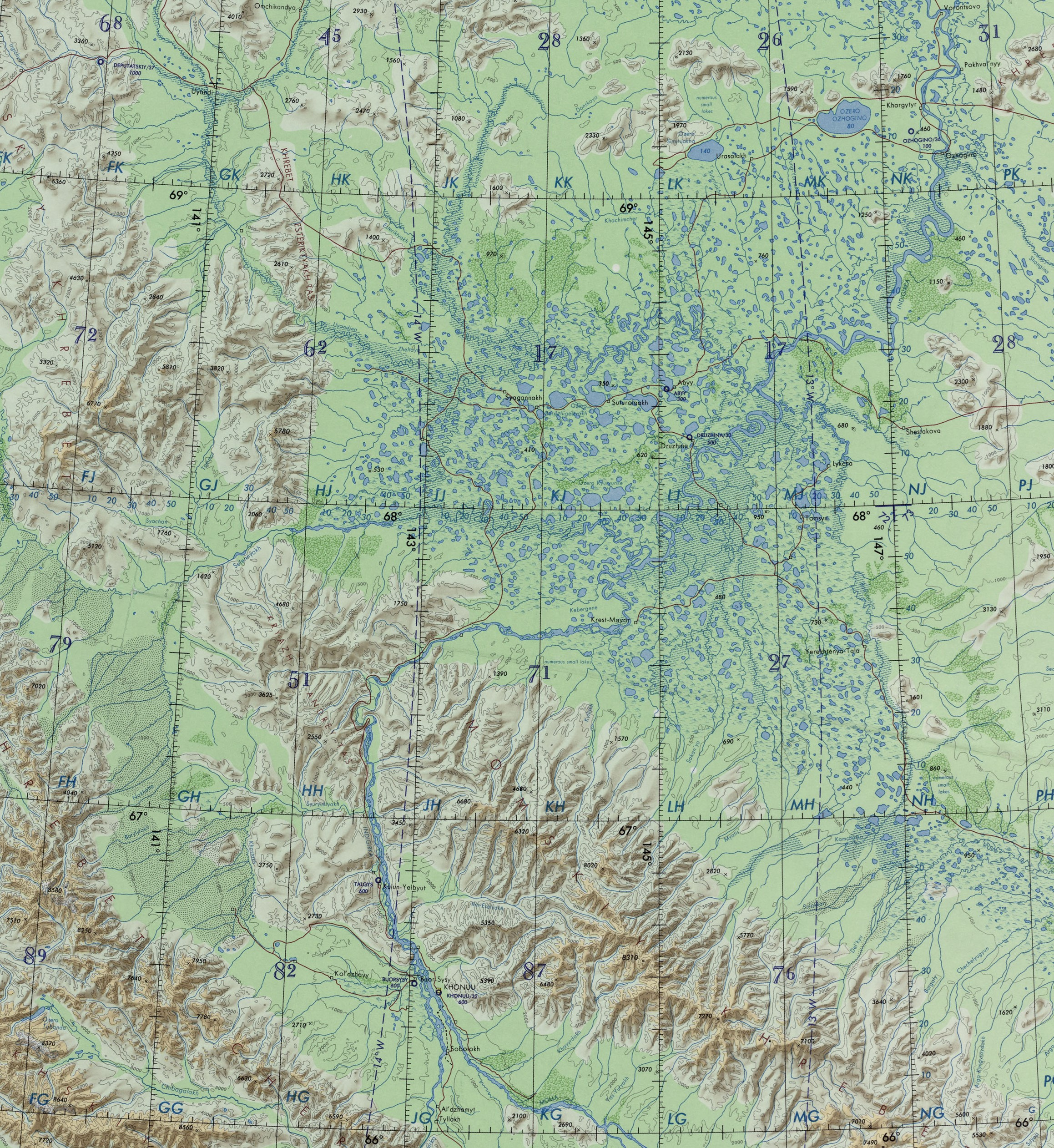
Parte de la Cordillera Ulakhan-Chistay en la parte inferior izquierda de la imagen.